# Samuel Swan
Samuel Swan (*  1771 bei Scotch Plains, Province of New Jersey; † 24. August 1844 in Bound Brook, New Jersey) war ein britisch-amerikanischer Politiker. Zwischen 1821 und 1831 vertrat er den Bundesstaat New Jersey im US-Repräsentantenhaus.

## Werdegang
Nach einem Medizinstudium und seiner Zulassung als Arzt praktizierte Samuel Swan zwischen 1800 und 1806 in Bound Brook. Danach übte er seinen Beruf bis 1809 in Somerville aus. Zwischen 1804 und 1806 war er zusätzlich als Sheriff Polizeichef im Somerset County. Von 1809 bis 1820 arbeitete Swan als County Clerk für die Bezirksverwaltung. Politisch war er ursprünglich Mitglied der Demokratisch-Republikanischen Partei. In den 1820er Jahren zerfiel diese Partei in verschiedene Flügel. Dabei schloss sich Swan zunächst der Bewegung um den späteren Präsidenten Andrew Jackson an.
Bei den Kongresswahlen des Jahres 1820 wurde er noch als Democratic Republican für den fünften Sitz von New Jersey in das US-Repräsentantenhaus in Washington, D.C. gewählt, wo er am 4. März 1821 die Nachfolge von Joseph Bloomfield antrat. Nach vier Wiederwahlen konnte er bis zum 3. März 1831 fünf Legislaturperioden im Kongress absolvieren. Dabei kandidierte er im Jahr 1822 als Anhänger von Jackson. In den folgenden Jahren schloss er sich aber der Opposition an und wurde ein Parteigänger von Präsident John Quincy Adams. Seit 1825 vertrat er im Kongress die National Republican Party. Nach Andrew Jacksons Amtsantritt als Präsident am 4. März 1829 wurde innerhalb und außerhalb des Kongresses heftig über seine Politik diskutiert. Dabei ging es um die umstrittene Durchsetzung des Indian Removal Act, den Konflikt mit dem Staat South Carolina, der in der Nullifikationskrise gipfelte, und die Bankenpolitik des Präsidenten.
Im Jahr 1830 verzichtete Samuel Swan auf eine erneute Kongresskandidatur. Später wurde er Mitglied der 1835 gegründeten Whig Party, die ebenfalls in Opposition zu Jackson und dessen Demokratischer Partei stand. Ansonsten praktizierte er nach dem Ende seiner Zeit im US-Repräsentantenhaus wieder als Arzt. Er starb am 24. August 1844 in Bound Brook.